# Tamilakam

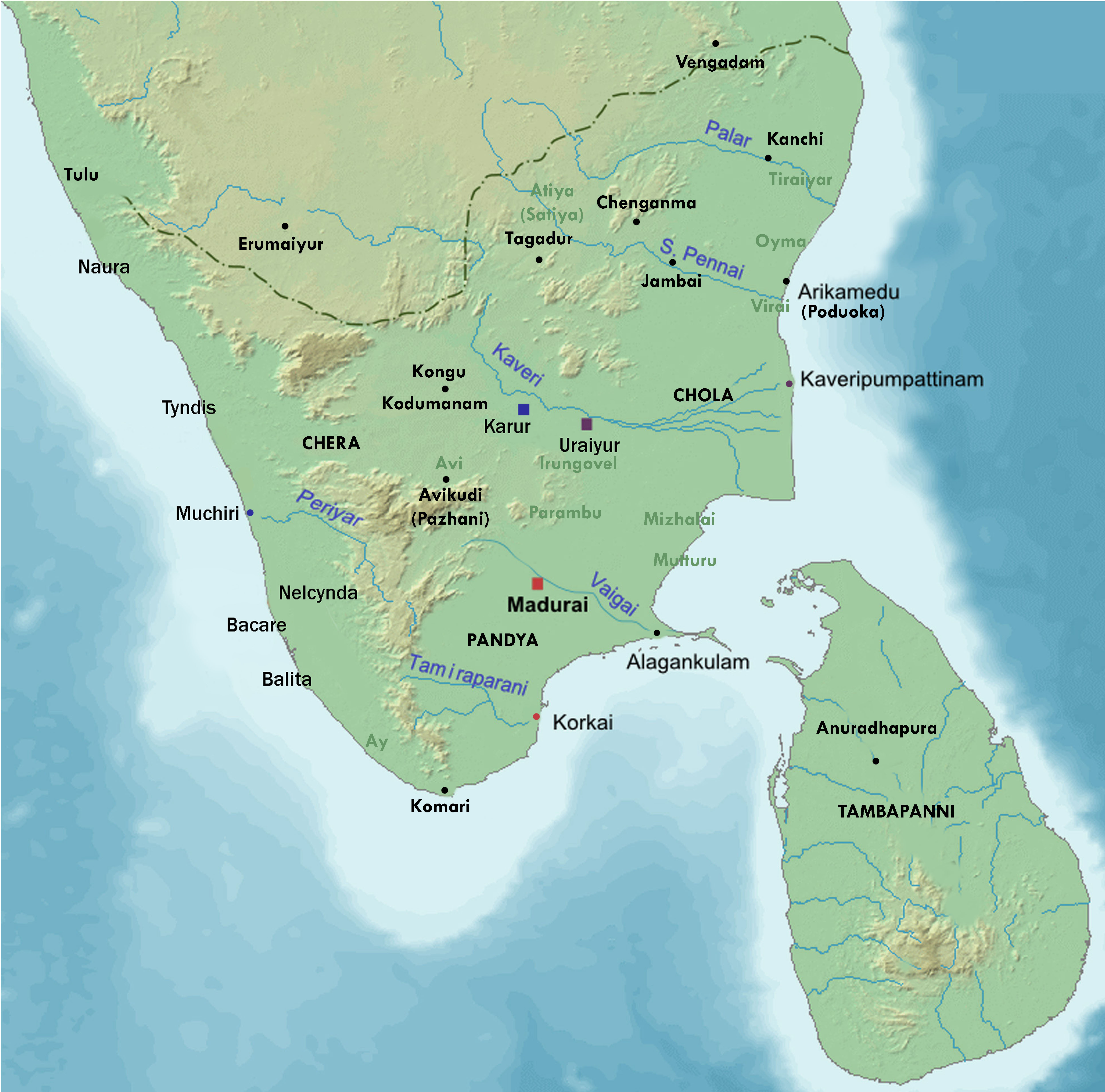
Tamilakam

Tamilakam (Tamil: தமிழகம்), „Tamilok országa” a tamilok saját elnevezése országukra. A klasszikus kori (i. e. 7. sz. – i. sz. 12. sz.) dél-indiai királyságok területét foglalja magában, a Csola-, Pándja-, Cséra-dinasztiák királyságait. Területe kiterjedt a mai India Kerala, Tamilnádu államok területére, és Karnátaka valamint Ándhra Prades állam déli részére. Királyi székhelyeik Tandzsávúr, Maduráj, Koccsi, ezek ma is India jelentős városai közé számítanak.
A területre jellemző volt a sok kisebb fejedelemség. Ezek az idők során hol egyik, hol másik királysághoz csatlakoztak. Az évszázadok folyamán ezen a területen más dinasztiák is uralkodtak, ez a három a legjelentősebb. Az ősi tamil nyelvet beszélték, a malajálam, a mai Kerala állam nyelve a 13. századtól számít önálló nyelvnek.

## A királyságok

### Pándja királyság

Pándja zászló

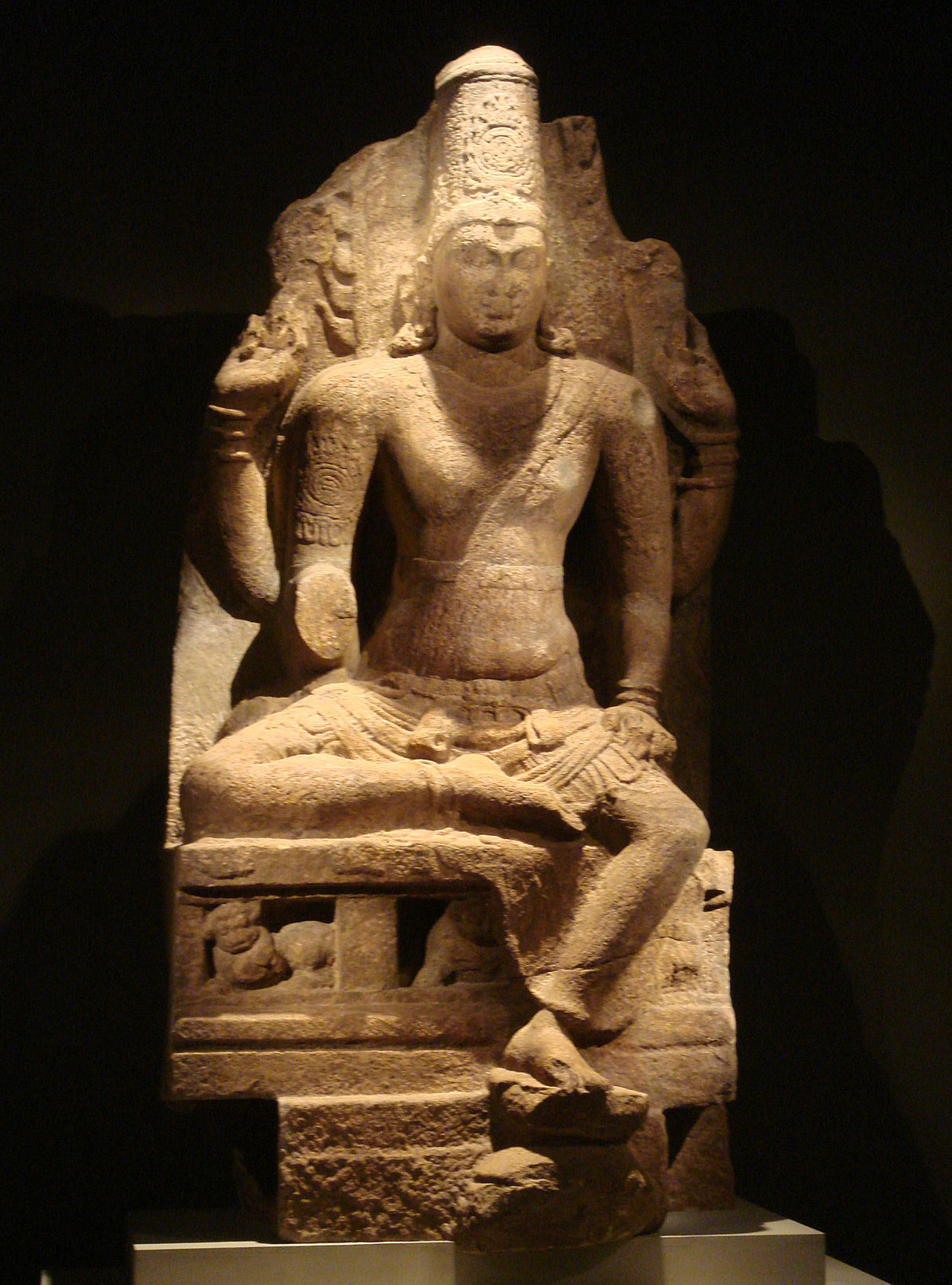
Négykarú Visnu szobor a 8-9. századból

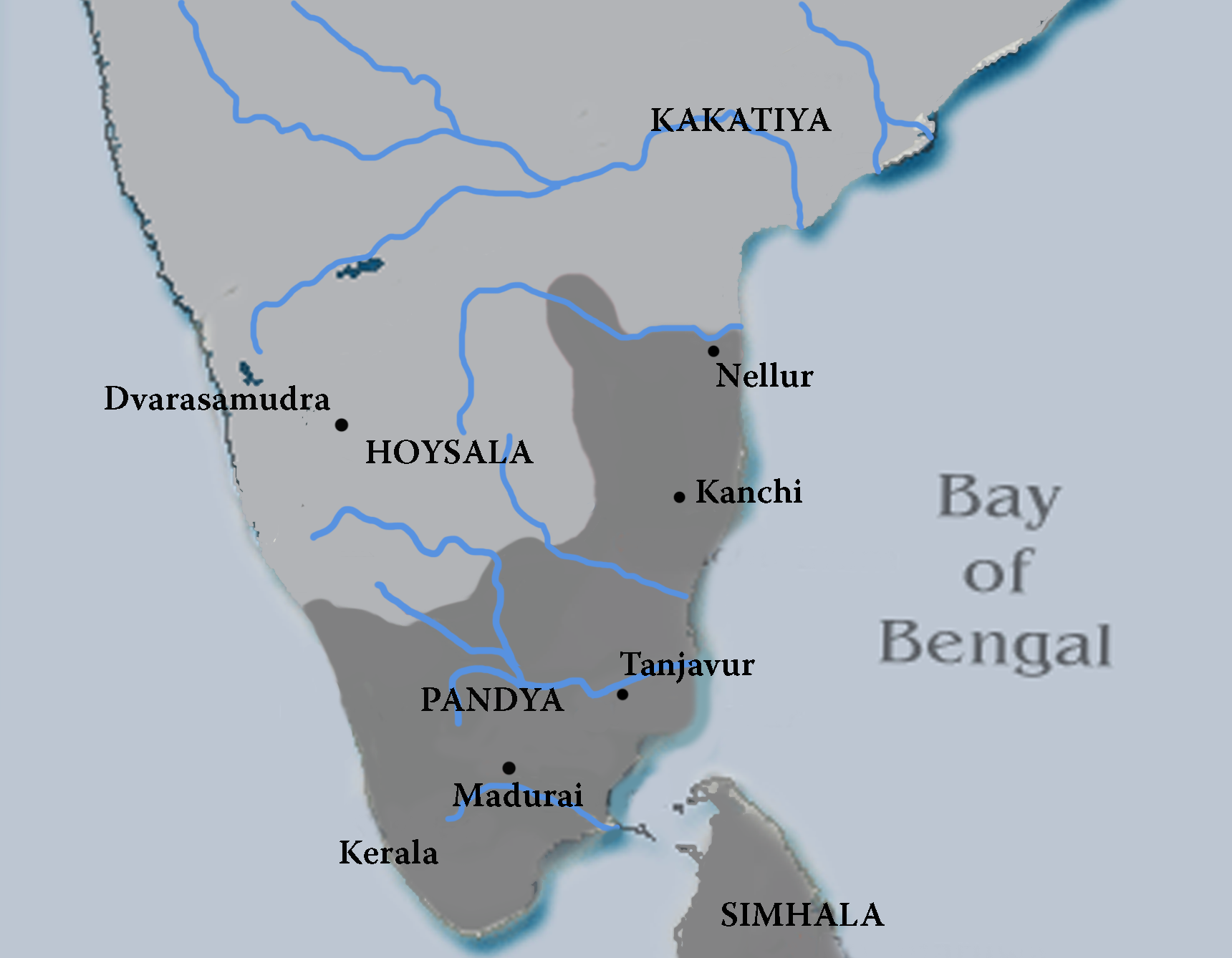
Pándja területek

A pándja szó levezethető a tamil bika szóból is. A korabeli, csankál irodalomban a pándja régi országot jelent.
A Pándja-dinasztia központja az India-félsziget legdélibb részén volt. A dinasztia megalapításának időpontja ismeretlen, az i. e. 6. századból azonban már vannak feljegyzések. Első fővárosa Korkai, ma is létező falu az Indiai félsziget déli részén. A régészeti feltárásokból tudjuk, hogy halászattal, gyöngyhalászattal, kereskedelemmel foglalkoztak. A korabeli pándja zászlón található páros hal is erre utal. Termékei a Római Birodalom területére is eljutottak.
A helyi fejedelmek folyamatos harcaiban a Pándja-dinasztia idővel háttérbe szorult. Jelentős birodalmat Kadungon uralkodása alatt a 6. században hozott létre. Ekkor már Maduráj a főváros. Később a Csolák megerősödésével újra háttérbe szorult, elismerte a Csolák királyságát, a birodalmon belül alkirályságként élt tovább. A 13. században legyőzte a Csolákat, ekkor érte el a királyság a legnagyobb kiterjedését. A század végén a belső, örökösödési viszályokban legyengült, és végleg elvesztette önállóságát.
Vallásukat tekintve a hinduizmuson belül alapvetően Siva-hívők voltak, megtalálható ezenkívül a buddhizmus, virágzott a dzsainizmus is.
Legjelentősebb korai időkből származó építészeti alkotások a sziklák kifaragásával készült templomok.
Megjelenik a későbbi korokra jellemző templomstruktúra, a vimána, mandapa és sikhara.
A későbbi időszakban a maduráji Mínáksi-templom és Nellaiappar templomai, Tirunelveli a legjelentősebb építészeti alkotások.

### Cséra Királyság

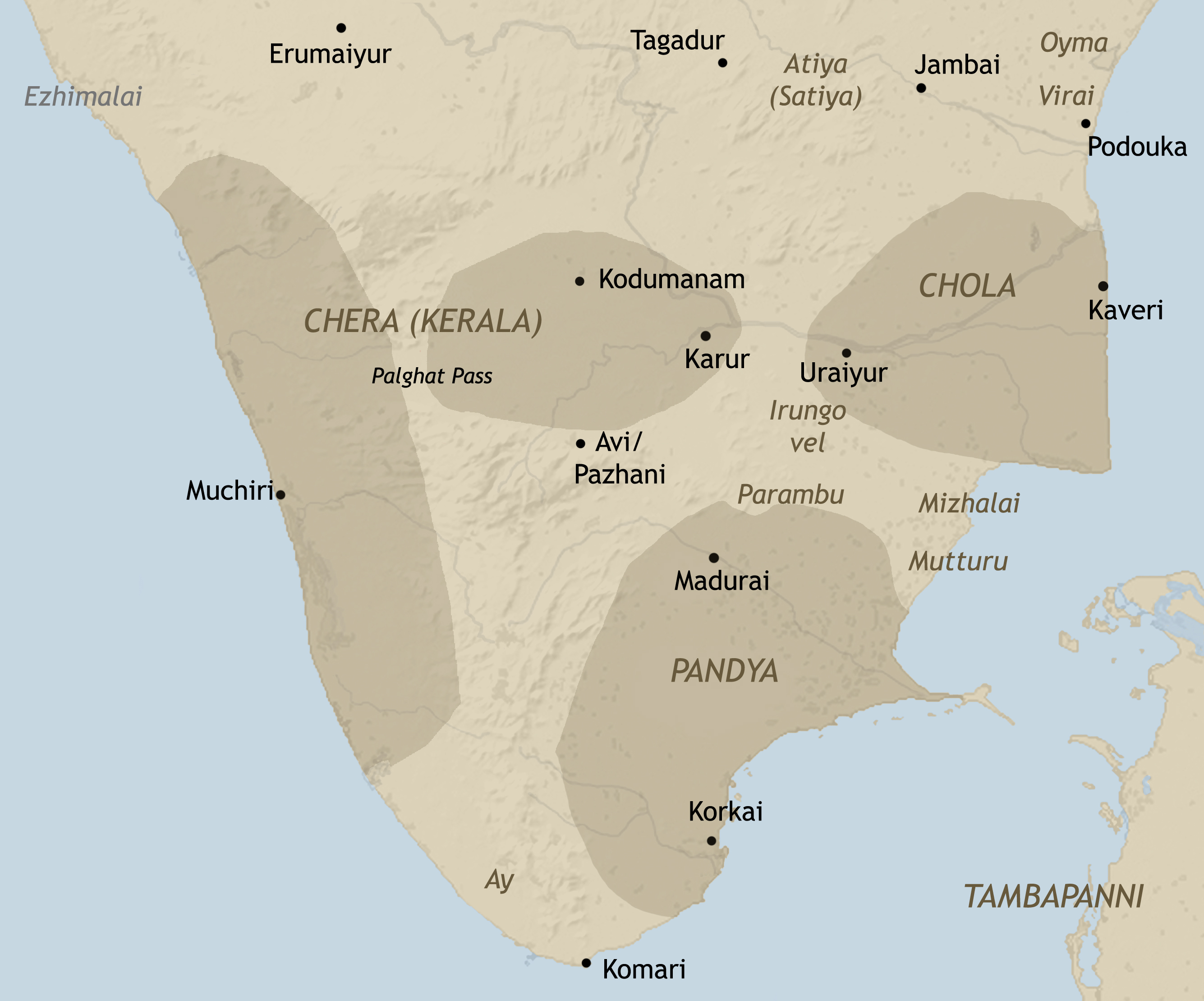
Csérák királyságának (Keralaputras) legnagyobb kiterjedése

A cséra szó valószínűleg a klasszikus tamil csaral-cséral szóból származik, amely hegyet, lankát jelent. Ősi, törzsi jelük a vadász népekre jellemző íj, amely a Cséra-uralkodók zászlóján is megjelenik.
A Cséra Királyság, más néven Keralaputrasz (Kerala fiai) Tamilakam nyugati területén helyezkedett el. A dinasztiáról már i. e. 3. századból vannak említések, uralma az i. sz. 12. századig tartott, a királyságnak a Csolák hatalmi törekvései vetettek véget. A nép továbbra is fennmaradt, ez a mai Kerala állam.
A Cséra-dinasztiáról írásos emlékek származnak Asóka idejéből, megtalálhatóak a Csankál(Szangam)-korszak verseiben is. A királyság területe kiterjedt a Malabár-partokra, a dél-indiai Karur, Coimbatore és Salom területére (ez a mai Kerala) és Tamilnádu egyes részeire. A szomszédos királyságokkal folytatott harcok során területe többször változott.
A Cséra-dinasztia alapítója Perumcsottu Utijan Cséralatan és fia Imajavaramban Nedum Cséralatan uralkodása alatt a királyság hatalma megnőtt, a művészet és az irodalom jelentős támogatást élvezett. A korszak jelentős költője Kannanar.
A dinasztia legnagyobb uralkodója Kadalpirakottija Vel Kelu Kuttuvan, róla mesél a tamil irodalmi mű, a Silappadigaram.
Jellegzetes építészeti alkotás a korai korszakban a tiruvancsikkulami Siva templom.
A Csérák uralkodása alatt virágzott a kereskedelem. Termékei az elefántcsont, a fűrészáru, fűszerek, ezenkívül exportált értékes drágaköveket és gyöngyöt is. Főleg a Közel-Kelettel, Egyiptommal és Dél-Európával tartott fenn jelentős kereskedelmi kapcsolatot.
A Csérák alatt a helyi, főleg Siva központú vallás mellett számos más vallás is létezett, mint a buddhizmus és dzsainizmus. Szent Tamás apostol a hagyományok szerint itt szállt partra, a kereszténység azóta is honos ezen a területen.

### Csola királyság

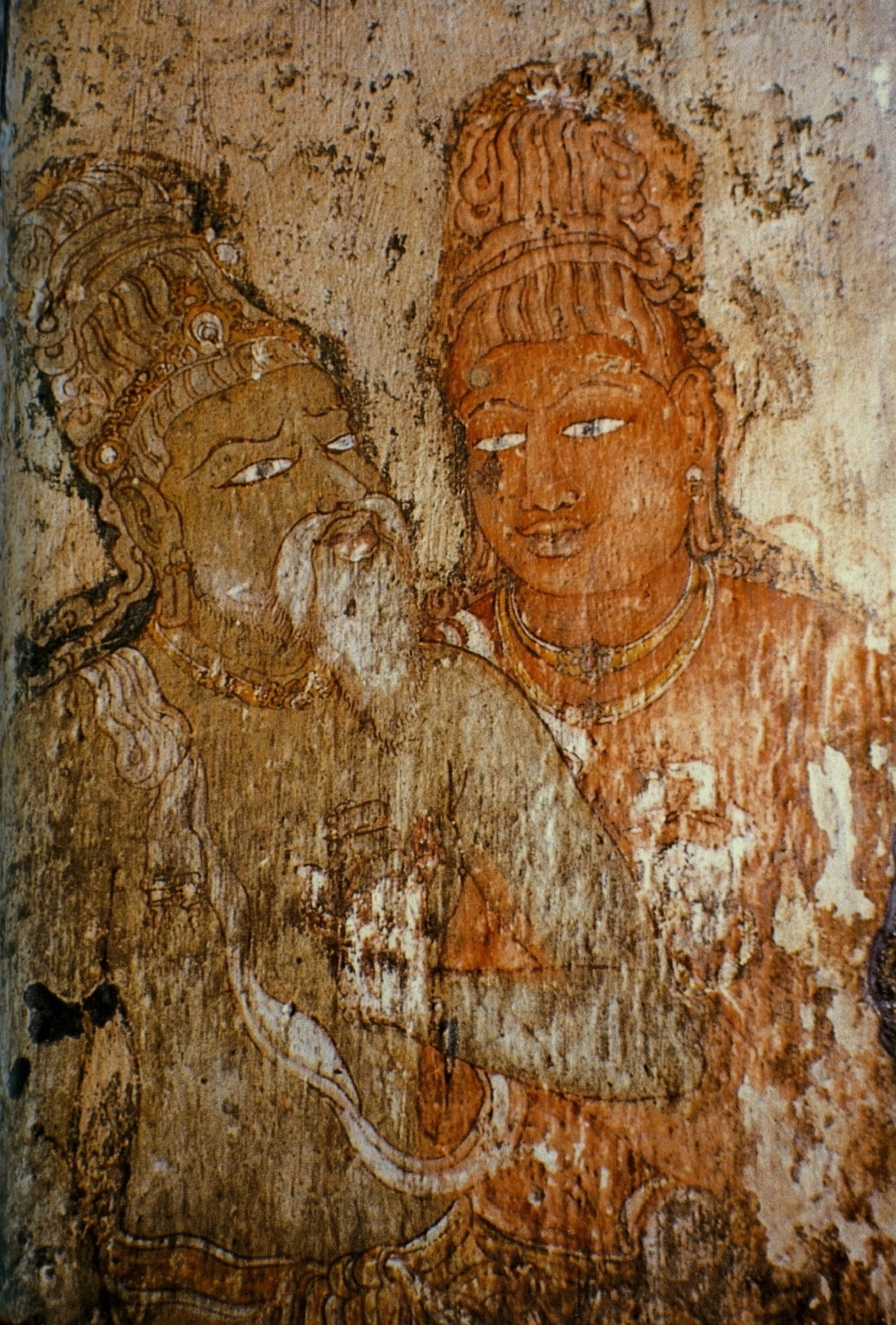
Rádzsarádzsa és tanácsadója Karuvurar guru, Brihadesvara templom, Tamilnadu, 11. század

Csola birodalom legnagyobb kiterjedése, befolyási övezetei

Az Csolákra vonatkozó első írásos utalások megtalálhatók a Mahábháratában, illetve Asóka alatt keletkezett írásokban is. Ősi törzsi jele a tigris, ez található a korabeli zászlaikon is. A Csola Királyság az i. e. 1. századtól az i. sz. 13. századig követhető nyomon.
Központja Dél-India keleti részén található. Legnagyobb kiterjedését a 10-11. században érte el, I. Rádzsarádzsa Csola és fia uralkodása alatt.
A Pándja királysággal és a Cséra királysággal folytatott csaták mellett harcban álltak a dekkáni Csálukja-dinasztiával és a Pállavákkal is.
A Csola Királyság legnagyobb kiterjedése idején külpolitikájuk és főleg külkereskedelmük révén kiterjesztették befolyásukat Délkelet-Ázsiára egészen Indonéziáig, meghódították Srí Lankát, s kereskedelmi kapcsolataik révén elérték az Arab-félszigetet is. Kelet felé kulturális nyomaik a legjellemzőbbek, templom- és palotaépítészetük, a hinduizmus, valamint a dél-indiai írásbeliség, a dél-indiai művészeti formák meghonosításával. Ezek megtalálhatók Jáván, illetve a korabeli Khmer Birodalom nagy építkezéseiben, például Angkor templom- és palotaépítészetében.
A Csolák fővárosa Tandzsávúr volt, évszázadokon keresztül megtartotta hatalmi és kulturális központi szerepét. A korszak kiemelkedő alkotása a Brihadesvara-templom, amely ma már a világörökség része.

## Gazdaság
Mezőgazdaságára jellemző az öntözéses földművelés, a tengeri és folyami halászat. Fő terményeik a rizs, a fűszernövények. Különlegessége a területnek a gyöngyhalászat.
Ipara kézműves jellegű, jelentős az építőipara, a kezdeti hegyekből kifaragott templomokat felváltják a máig alkalmazott építészeti stílusok. A templomok, paloták egy része máig fennmaradt.
Kereskedelme sokrétű, egyrészt India belső területeivel áll kapcsolatban, terményeik a karavánutakon keresztül eljutnak Európa és Ázsia különböző részeibe, a Közel-Keletre, Közép-Keletre. Földrajzi helyzetéből adódóan a tengeri kikötői is jelentősek, ezeken keresztül közvetlen kereskedelem folyik a hellenisztikus államokkal, majd a Római Birodalommal is. A tengeri kereskedelmi utakon eljut Délkelet-Ázsiába is, Jáva szigetére, khmer területekre

## Vallás

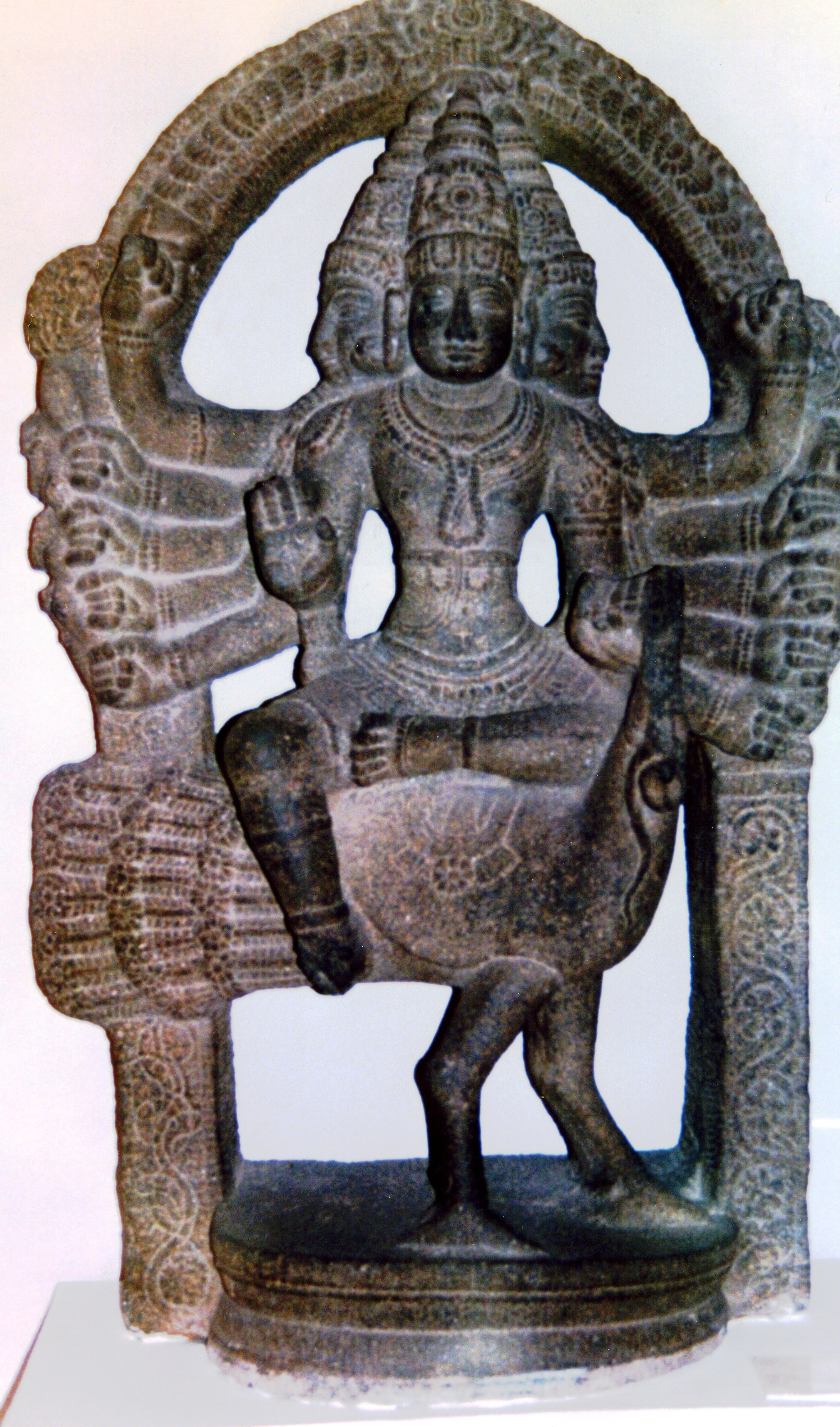
Muruhan, Indiai Nemzeti Múzeum, Új-Delhi

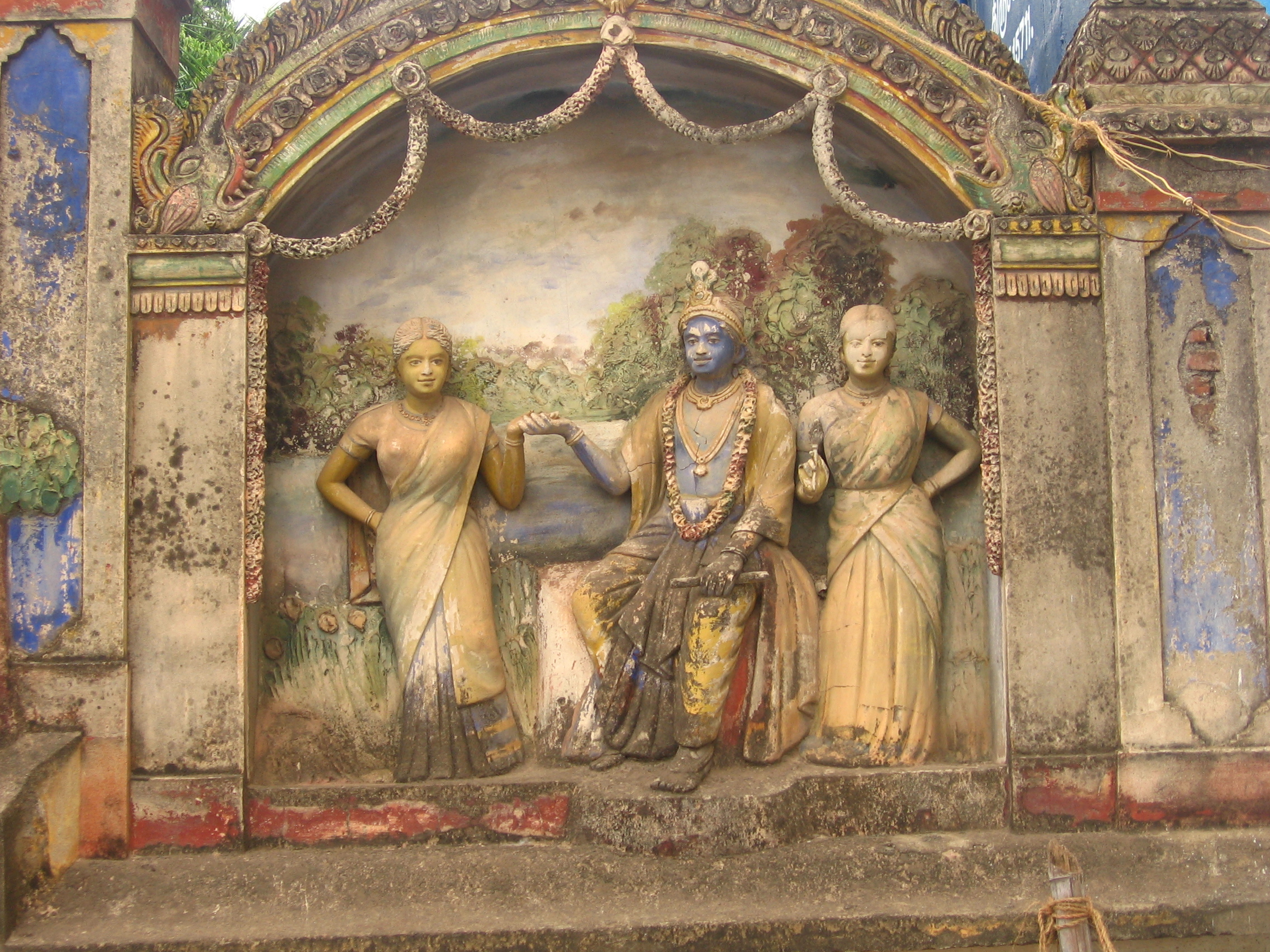
Részlet egy Srírangami toronyról

### Ősi tamil vallás
Az ősi tamil vallásban már jelen van Siva, a változás, a pusztítás istene. A kevés, vallásos témájú irodalmi mű Muruhánt a háború istenét és Kotravait, az anyaistennőt említi. A hinduizmusban Muruhán mint Siva fia, Kárttikéja jelenik meg. Kotravai Káli istennő formában él tovább.

### Dzsainizmus hatása
Az i. e. 6. században a brahmanizmusból kiváló dzsainizmus az emberiség által időnként elvesztett örök és általános igazságok megértését és osztályozását tekinti fő feladatának.
Hatása a tamil területeken is megfigyelhető a templomépítészetben, szobrászatban, irodalomban.
A Szangam Akadémia őstörténeti leírása is dzsainista hatást mutat, az első, történetileg is bizonyítottan létező akadémiát i. sz. 470-ben dzsaina szerzetes, Vadzsranandi alapította Madurájban.

### Buddhizmus hatása
Azok a szomszédos királyságok, amelyek a buddhizmus követői voltak ebben a korban, harcban álltak a tamil államokkal, ezért a buddhizmus ezen a területen kevésbé terjedt el (Srí Lanka, Asóka birodalma). Az ősi tamil valláshoz közel álló bhakti viszont elterjedt, később a hinduizmusba is beépült.

### Hinduizmus
A hindu bhakti tanítása szerint az életet nem megvetni kell, hanem megismerni, szeretni, és szépségeit élvezni. Az emberek tömegestül térnek át az új hitre.
A hinduizmus magába fogadta a tamilok ősi isteneit is. Már a korai költészetekben megjelenő Sivát, majd a hegyek istenét Muruhamot, mint Siva fiának Szkandának egy megtestesüléseként fogadja be, Kotrovai, a háború és a győzelem istennőjéből Káli reinkarnációja lett, Tirumálból pedig Visnu.
A buddhizmusból átvette a bhaktit, így alakul ki a vaisnava-bhakti, majd a saiva-bhakti. A bhakti ideájában a társadalmi helyzet, a származás sem játszik szerepet, egyedül az imádott istennel (Siva, Visnu) és a többi hívővel fenntartott kapcsolat a fontos. A bhakti-hívők továbbra is az egyéni megváltás lehetőségét hirdetik.
A 10. században a vaisnava-bhakti költők himnuszait a srírangami templomváros vezetője Nádamudi összegyűjti, majd beemeli a szent könyvek közé, a himnuszok a templomokban is énekelhetők. A 11. században Srírangamban Rámanudzsa már új központot alakított ki Tirupatiban. A Csola királyság saiva vallású vezetője száműzte Rámánudzsát, aki 12 évet töltött a szomszédos Maiszúri Királyságban. A maiszúri király templomot épített Melkótban, itt töltötte száműzetését. A vaisnava védántát tárgyaló művei mellett kialakította a vaisnava templomok vallásgyakorlati formájáit, majd kinevezte az ácsárjákat, akikhez a későbbiekben a doktrinális és vallásgyakorlati kérdésekkel lehetett fordulni. Ezt tekintik a vaisnavizmus kiindulásának.
A 11. századtól India északi részén erőteljesen terjed az iszlám. A dél-indiai területre húzódnak vissza a szanszkrit hagyományok.így a viszonylag független és erős tamil királyságokban tud továbbfejlődni és megerősödni a hagyományos hindu kultúra. A vallás dogmatikus egyházi renddé merevedik, kialakul a hinduizmus legortodoxabb rendszere.

## Művészetek

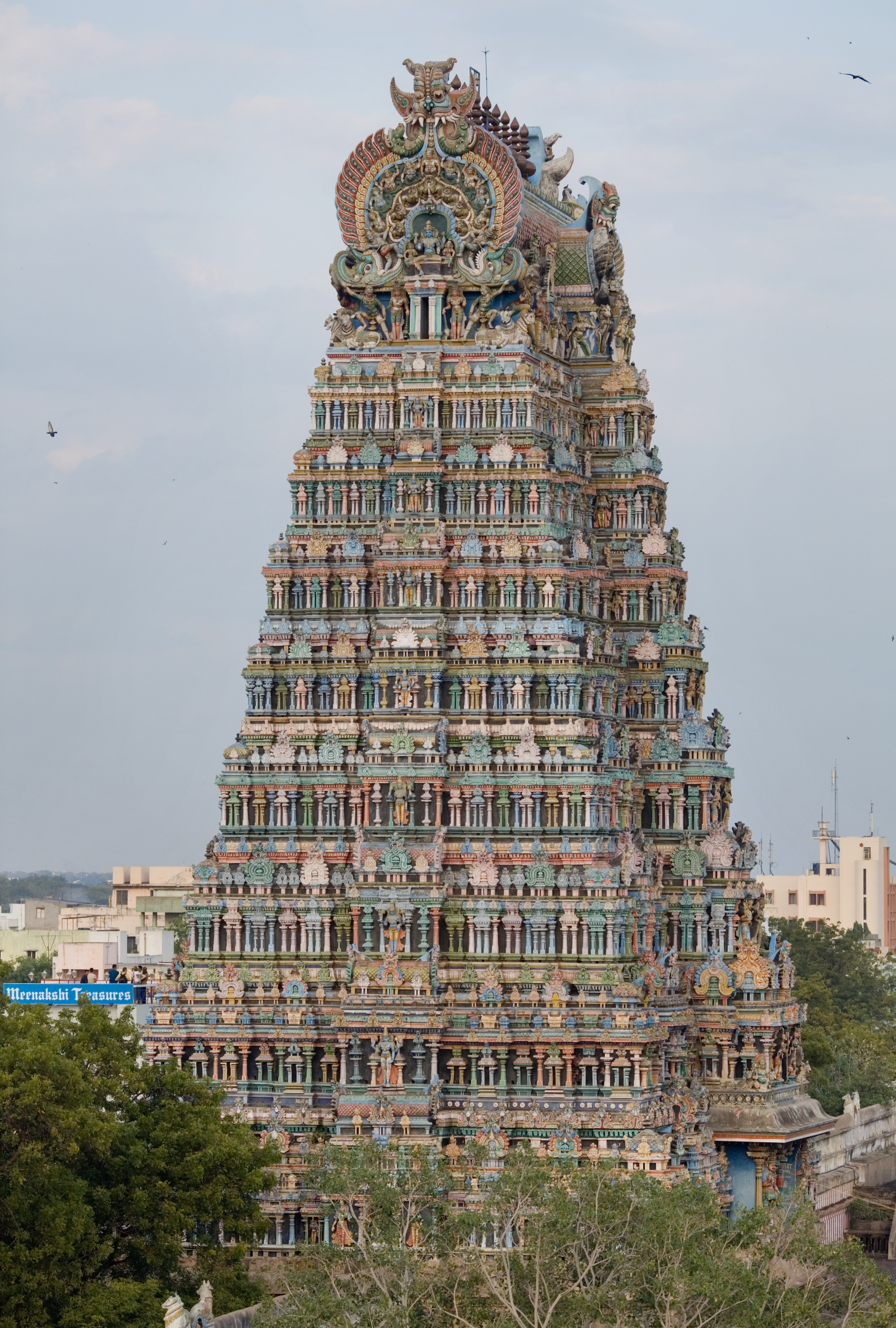
Gopuram Madurájban

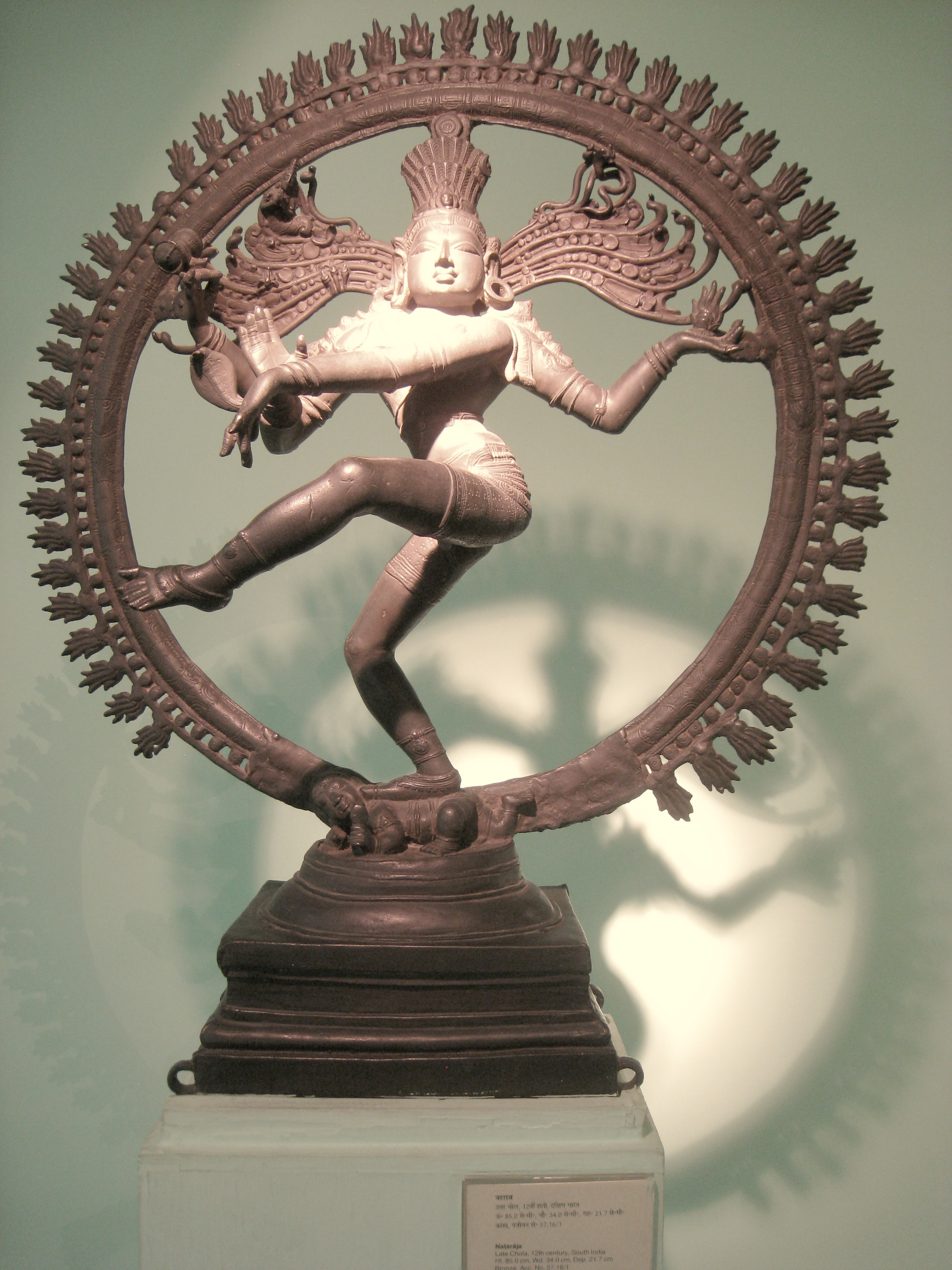
Síva a Tánckirály (Natarádzsa

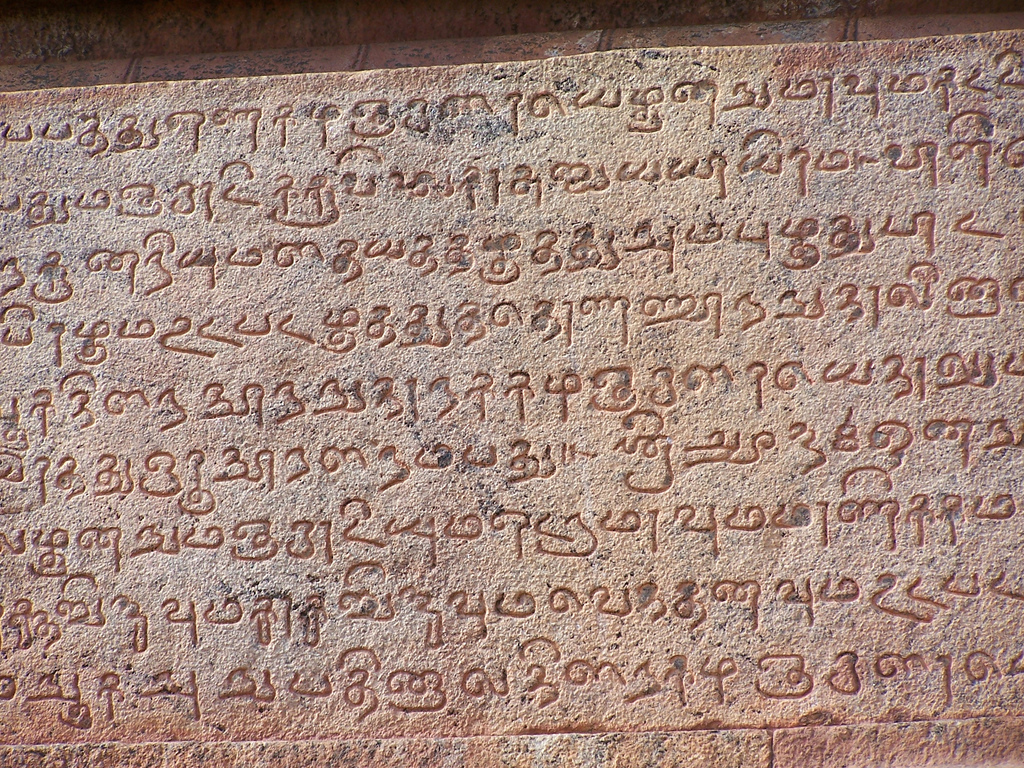
Tamil nyelvű felirat Tandzsávur, Brihadesvara-templom

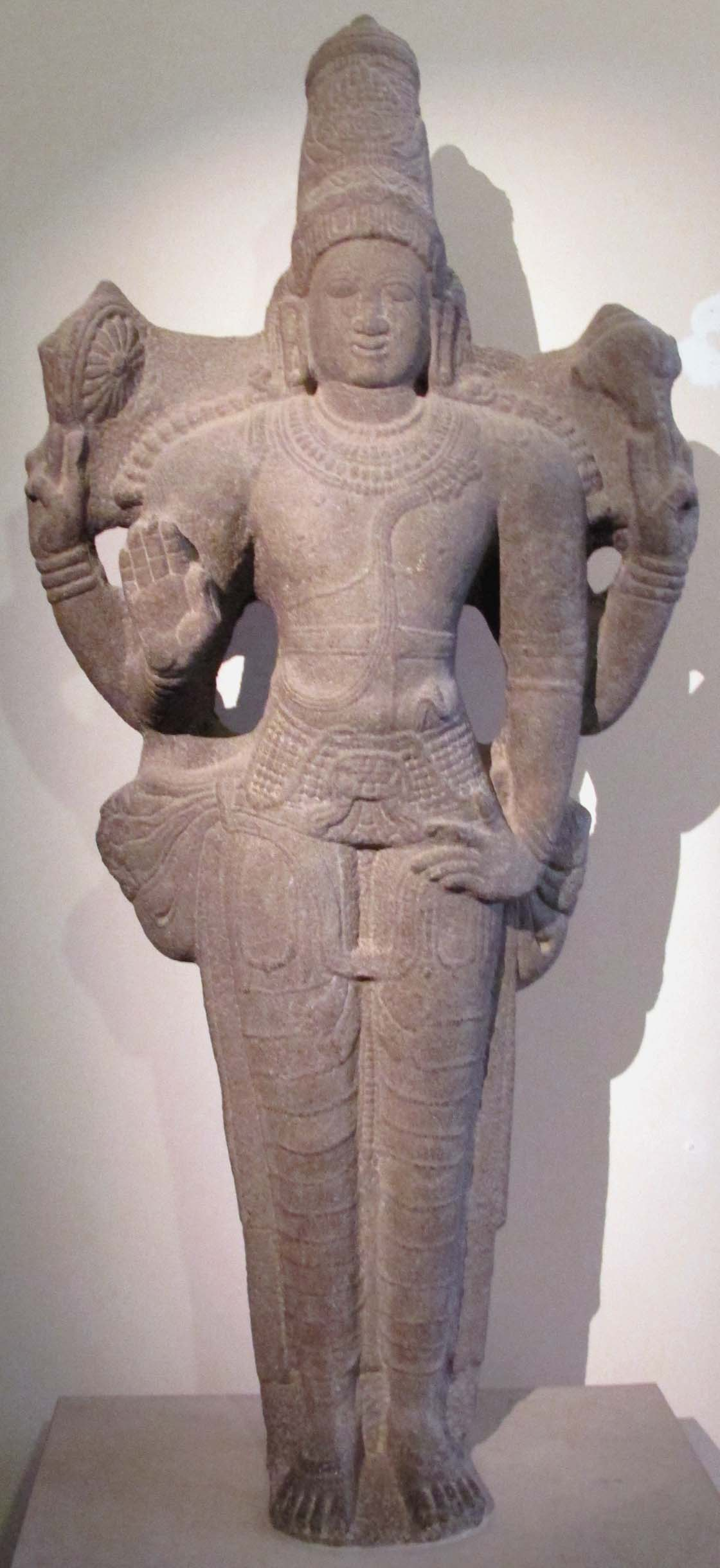
Visnu ábrázolás a 12-13. századból (Tamilnádu

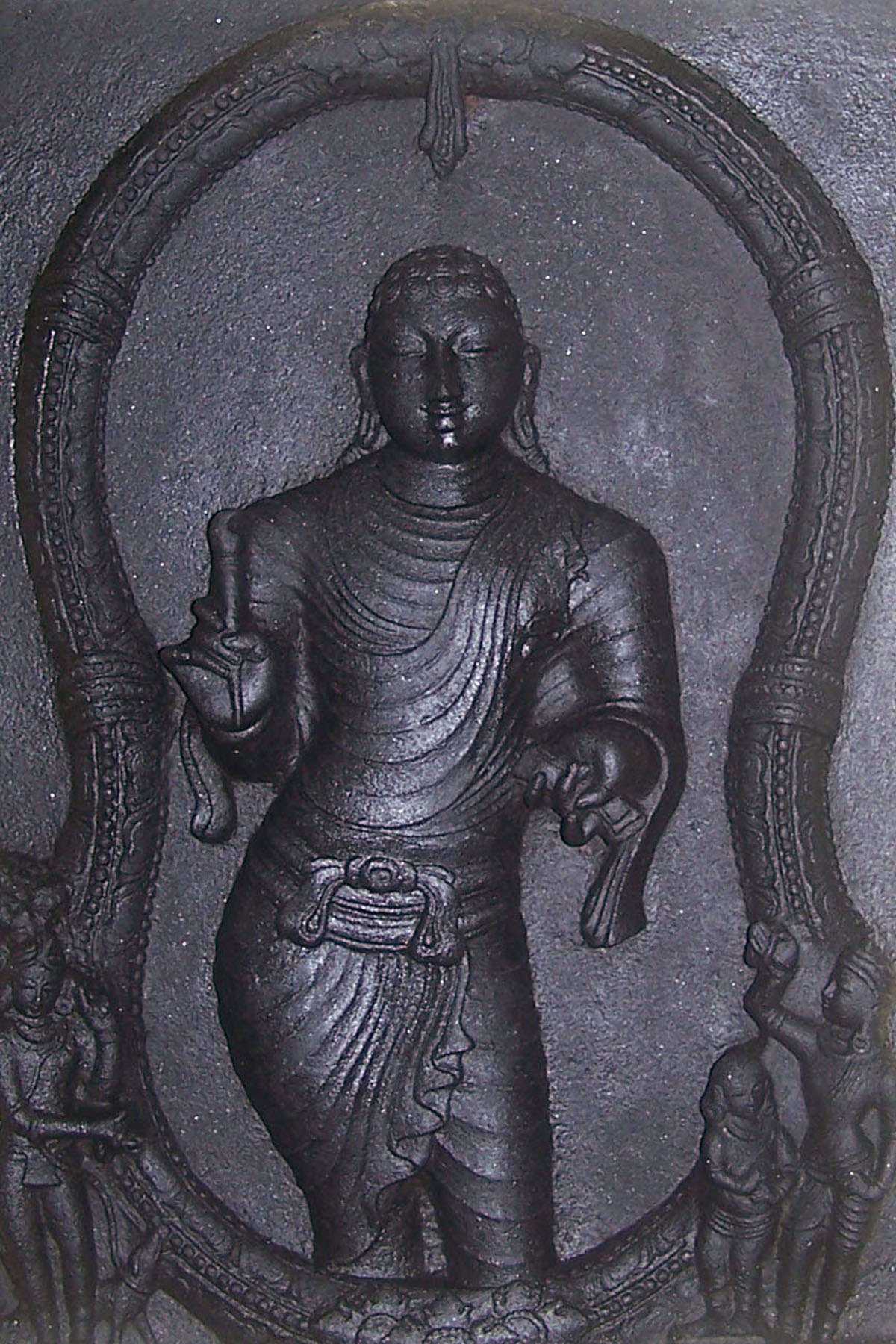
Ilangovadikal herceg

### Templomépítészet
A korai időkre a sziklák kifaragásával készült templomok a jellemzők. Megjelenik a későbbi korokra jellemző templomstruktúra, a vimána, mandapa és a sikhara. Madurájban épült a Mínáksi templom és Nellaiappar templomai. Igen jelentős a mahábalipurami templomkomplexum Tamilnáduban. A Csola-dinasztia, 850–900 között Tamilnáduban épített templomokat Brihadeshvarban és Szrírangamban.

### Szobrászat
Kiemelkedő jelentőségű a korszak bronzszobrászata, a Csola-korszak az indiai bronzszobrászat csúcspontja. Az első templomvárosok (Tandzsávúr, Csidambaram) kialakulásával a szobrászat is fellendült. Mivel a templomok többsége saiva, a Siva-ábrázolások vannak túlsúlyban. A Legismertebb Siva Tánckirályként (Natarádzsa) való ábrázolása.
Kisebb számban ugyan, de világi témájú szobrok is készültek, ilyen például egy Csola királynő dúsan ékszerezett, fejedelmi tartásban álló szobra. Az oldalt billentett fej, a testsúlyt tartó láb oldalán a csípő hajlata, valamint a váll ellentétes mozdulata rajzolja ki az indiai szobrászat jellegzetes, ún. háromszorosan hajlott (tribhanga) testtartását.
A bronzszobrok talapzatán sokszor látható fúrt lyukak templomi ünnepeken való körülhordozáskor a tartórudak beillesztésére szolgáltak.

### Táncművészet
I. sz. 1. században Ilangovadikal herceg (dzsaina szerzetes, Cséra-dinasztia) megírja a Silappathikaramot, mely a tamil zene és tánc összefoglalását tartalmazza.
A korszakra jellemző a szakrális női templomi tánc. Innen ered a dászíáttam elnevezés, melyből a dászí szó a dévadászít, az isten szolgálónőjét jelzi. A táncosnő a templomban élt és tevékenyen részt vett annak mindennapi életében, szertartásaiban, ünnepeiben. Táncolt és énekelt az istenszobor előtt, jelenléte jótékonyan hatott az egész közösség életére. A dévadászí rendszer a 12-13. században élte fénykorát, ekkor a gazdag, dél-indiai városok templomai sok táncost és zenészt tudtak eltartani. Ezek a templomok - mai kifejezéssel élve - a kor művészeti központjai voltak. Dél-Indiában földműveskultúra lévén a termékenységkultusz, a nők mint szakrális lények tisztelete rendkívül erősen élt, és bizonyos fokig él a mai napig.
A korszak szobrászművészetének legismertebb műve is jelzi a tánc fontosságát Tamilakamban, egyben az indiai kultúrában is. A Natarádzsa, a korai bronzszobor a táncoló Sívát ábrázolja. Síva táncával elpusztítja a világegyetemet, megteremtve ezzel az új teremtés lehetőségét. A leírásokban Síva 108 tánca szerepel, melyek között békések és haragvóak egyaránt vannak.